# Pavol Šimai
Pavol Šimai (* 29. Juni 1930 in Levice; † 9. Februar 2020 in Stockholm) war ein slowakisch-schwedischer Pianist und Komponist.

## Leben
In der Südwestslowakei in eine ungarisch-jüdische Familie geboren, verbrachte Pavol Šimai seine Schulzeit zunächst in Budapest, wohin seine Familie nach dem Ausbruch des Zweiten Weltkriegs übersiedelt war, um vor möglicher rassischer Verfolgung geschützt zu sein. Mehrere Verwandte wurden während des Holocaust ermordet. Šimai erhielt seine frühe musikalische Ausbildung in Klavier 1940–1943 bei dem ebenfalls aus Levice stammenden Cousin seines Vaters Pál Kadosa an der privaten Fodor Zeneiskola (Fodor-Musikschule). 1945 kehrte er in die Slowakei zurück, wo er die Musikstudien in Bratislava bei Štefan Németh-Šamorínsky fortsetzte. 1951–1956 besuchte er an der Akademie der Darstellenden Künste, der nunmehrigen Hochschule für Musische Künste Bratislava (Vysoká škola múzických umení v Bratislave – VŠMU), die Kompositionsklasse von Ján Cikker. Als einer der wenigen slowakischen Komponisten seiner Generation konnte er mittels eines Stipendiums für einige Jahre in die damalige DDR gehen, wo er 1956–1959 an der Deutschen Akademie der Künste in Ost-Berlin als Meisterschüler bei Paul Dessau studierte. Anfangs noch gemeinsam mit diesem war er in dieser Zeit auch für das in Potsdam-Babelsberg ansässige Filmunternehmen DEFA tätig, wobei ihm die dort gemachten Erfahrungen nützlich für seine nachfolgende Arbeit in der Slowakei waren. Als besonders glücklich betrachtete Šimai den Umstand, dass es zu jener Zeit – mehrere Jahre vor dem Bau der Berliner Mauer – möglich war, jederzeit problemlos zwischen dem Osten und West-Berlin zu pendeln. 1960–1962 fungierte er als Regisseur beim Tschechoslowakischen Rundfunk in Bratislava, wo er mit Ensembles wie SĽUK, Lúčnica und Mladé srdcia arbeitete. 1962–1968 war er Musikdramaturg in einem Kurzfilmstudio und Lehrbeauftragter am Konservatorium Bratislava.
Im Zuge der Niederschlagung des Prager Frühlings und dem damit verbundenen Ende der Hoffnung auf eine bleibende Demokratisierung in der kommunistischen ČSSR entschlossen sich Šimai und seine Frau Jarmila nach dem Einmarsch der Truppen des Warschauer Paktes im August 1968 zur Emigration. Sie flüchteten mit dem Auto nach Wien und gelangten in der Folge nach Schweden, wo ihm seine musikalische Vielseitigkeit ermöglichte, in verschiedensten Berufsfeldern den Lebensunterhalt zu verdienen. Er arbeitete anfänglich als Blockflötenlehrer, dann als Klaviertechniker und -stimmer, Musikkritiker bei der Tageszeitung Göteborgs Handels- och Sjöfartstidning und als Lehrer an Musikschulen in Ingesund, Södertälje, Arvika sowie an der Universität Göteborg und an der Musikhochschule in Stockholm. In späteren Jahren knüpfte Šimai wieder an seine Verbindungen zur Slowakei an, doch blieb er weiterhin in Schweden sesshaft. Pavol Šimai starb am 9. Februar 2020 im 90. Lebensjahr in Stockholm. Er hinterließ seine Ehefrau, mit der er seit 1962 verheiratet war, und die beiden Söhne Wladimir und Peter.
In seinem kompositorischen Schaffen ging Pavol Šimai von der klassisch-romantischen Tradition aus, wobei sich in der Folge bei ihm besonders die ungarischen und slowakischen Einflüsse seiner Lehrer und die Volksmusik der beiden Länder verknüpften. Später kamen auch spezifisch schwedische Elemente hinzu. Unter den Komponisten des 20. Jahrhunderts waren neben der Musik Bartóks insbesondere Leoš Janáček, Igor Strawinsky, Dmitri Schostakowitsch, Witold Lutosławski und Krzysztof Penderecki wichtige Impulse für sein Schaffen. Durch den Unterricht bei Dessau kam er zudem mit den Erfordernissen der Angewandten Musik in Berührung, die er für sich adaptierte und in Wechselwirkung mit seinem Konzertschaffen stellte. In diesem gibt es vielfältige Besetzungskombinationen, es dominieren Stücke für sein eigenes Instrument, das Klavier, und Werke für Blasinstrumente. Besondere Popularität erlangten das kurze, in verschiedenen Arrangements existierende Tack (Danke), Meditation für Alt und Streichquartett und das Concertino rustico für Flöte und Streichorchester.

## Werke (Auswahl)

### Bühne
- Musik zu Kefka-Produktionen von Milan Sládek (1960er-Jahre)
- Zuzka (Tri Priadky) (Zuzka. Drei Spinnabende). Sinfonisches Ballett in drei Teilen (1956–1963)

### Gesang und Orchester
- Ode für Solostimmen, gemischten Chor und Orchester
- Beťár a dievča für Sopran, Bariton und Orchester
- I think continually für gemischten Chor und Orchester (1966)

### Orchester
- Suite Nr. 1 aus dem Ballett Zuzka  (1963)
- Suite Nr. 2 aus dem Ballett Zuzka  (1963)
- Hra s Mozartom (Spiel mit Mozart)
- Vittoria (1963)
- Combattimenti (1965)
- Nordron für Orchester oder sinfonisches Blasorchester (1979–1981, rev. 1997)
- O, lappri! (1997)
- In Direct Light (2000)
- Baltic Breeze (2007)

### Kammerorchester
- Sång och clowneri (Gesang und Clownerie) für Bläser (1991)
- Utan ridå (Ohne Vorhang) für Bläser (1992)
- Hommage à Vladimír Kovář für Bläser (1997)
- Spegelresan (Die Spiegelreise) (2001)

### Soloinstrument(e) und Orchester
- Lúčne nálady (Wiesenstimmungen) für Horn und Streichorchester op. 4 Nr. 2
- Concertino rustico für Flöte und Streichorchester (1952, rev. vor 1991)
- Musica für Violoncello und Streichorchester (1986, rev. 1994)
- Konzert für Violoncello und Streichorchester (1986)
- Zwei Tänze für Vibraphon oder Marimba und Kammerorchester (1989)
- The Message für Trompete und Bläser (1993)
- Clariccon für Klarinette und Blasorchester (2003)
- Claricon für Klarinette und Orchester (2008)

### Kammermusik
- Introduktion und Allegro für Trompete, Horn und Posaune (1958)
- En udda lek (Ein seltsames Spiel) für Klarinette, Violine, Violoncello und Klavier (1972)
- Klaviertrio (1974)
- Signaler (Signale) für Oboe, Violoncello und Klavier (1983)
- Cartoons für Bläserquintett (1990)
- Broar (Brücken) für Bläserquintett und Klavier (1992)
- Tack (Danke) für vier Violoncelli (1995)
- Scény (Szenen) für Horn und sechs Schlagzeuger (1995)
- Laetitia recognitionis für Streichtrio (1995)
- Oh! What a Row! für Bläserquintett und Streichquartett (1996)
- Marcia funebre für Flöte, Violine, Akkordeon und Klavier (1998)
- Fyra folkmelodier från Sverige (Vier Volksmelodien aus Schweden) für Oboe, Klarinette und Fagott (2004)
- Låtar från Sverige (Lieder aus Schweden) für Oboe, Klarinette und Fagott (2004)

### Duo
- Sonatine für Flöte oder Violoncello und Klavier (1952, rev. vor 1983)
- Passionato für zwei Klaviere (1954)
- Pezzo da concerto für Flöte und Gitarre (1957)
- Sonate in A für Violine und Klavier (1978)
- Clarisson für Klarinette und Klavier (1980, rev. 1996)
- Duo für Flöte und Violoncello (1984)
- Západ slnka na Capri (Il Tramonto dal Monte Solaro a Capri) (Sonnenuntergang auf Capri) für Saxophon oder Trompete und Orgel (1994)
- In Direct Light für Violoncello und Klavier (2005)
- Toccata für Violoncello und Klavier oder Orgel (2005)

### Klavier solo
- Krátke skladby (Kurze Stücke) (1951/1952)
- Pastorella (1953)
- Fragment sonáty (Sonatenfragment) (1956)
- Mŕtvi… (Die Toten…) (1956)
- Zo Slovenska (Aus der Slowakei). Kleine Suite (1958)
- Perokresby (Federzeichnungen) (1958)
- Rondo (1958)
- Sonate (1958)
- När blir det vår (Wann wird es Frühling) (1980)
- Sisyphos (1984)
- Alla tarantella (1998)

### Diverse Instrumente solo
- Variationer och fuga över Av himlens höjd oss kommen är (Variationen und Fuge über „Vom Himmel hoch, da komm‘ ich her“) für Fagott (1976)
- Vier schwedische Volksweisen für Gitarre (1976)
- Impressionen für Gitarre (1976)
- Präludium für Kontrabass (1979)
- Pyramide für Violine (1981)
- Vexations für Violoncello oder Gitarre oder Vibraphon (1988)
- Zwei Präludien für Violoncello (1988)
- Tack (Danke) für Orgel (1995)
- Hallo, Mr Johann Sebastian! für Violoncello (2005)

### Gesang oder Sprechstimme und diverse Instrumente
- Hovorí matka (Die Mutter spricht). Eine Friedensrede, Text: Pavol Šimai nach einer Kurzgeschichte von Jiří Marek für Sprecher, Flöte, Klarinette, Fagott, Gitarre und Schlagzeug (1958)
- Meditation nach Gedichten von Renáta Pandulová für Alt und Streichquartett (1965)
- V Pezinečku na rínečku (In Pezinok am Fluss). Vokal-instrumentaler Zyklus auf Worte slowakischer Volksballaden für Sopran, Bass, Flöte, Violoncello und Klavier (1969)
- Tidningsurklipp (Zeitungsausschnitte) für Sopran, Flöte, Klarinette, Gitarre und Kontrabass (1975)
- Tre sånger (Drei Lieder) nach Gedichten von Pablo Neruda, Màrius Torres und Gyula Illyés für Sopran, Violoncello und Klavier (zwischen 1975 und 1978)
- Två sånger (Zwei Lieder) für Sopran, Flöte und Gitarre (zwischen 1977 und 1987)
- Klartext. Fünf Lieder nach Texten von Peter Kadar und Carl Magnus von Seth für Sopran und Klarinette (zwischen 1978 und 1982)
- Elegie XII nach einem Text von John Donne für Tenor oder Sopran, Blockflöte, Violoncello und Cembalo (1984)
- Skelögda vittnen (Schielende Zeugen) nach Gedichten von Nelly Sachs für Mezzosopran, Trompete und vier Schlagzeuger (schwedisch/deutsch, 1988/1998)
- Fragmente aus Franz Kafkas Tagebuch für Alt, zwei Flöten, Viola und Violoncello (1993/1996)

### Gesang und Klavier
- Návšteva (Besuch) nach Worten von Mária Rázusová-Martáková[5] für mittlere Stimme und Klavier (1951)
- Volkslieder für Sopran und Klavier (1951/1952)
- Sloky lásky… (Liebessprüche…). Liederzyklus nach Gedichten von Stepan Ščipačev (Stepan Schtschipatschew) für Tenor und Klavier (1955)
- November. Liederzyklus nach Gedichten von Marcel Herz[6] für Bariton und Klavier (1963)
- Mitt Fröding-diarium. Värmland 25 juli – 6 augusti 1972 (Mein Fröding-Diarium. Värmland 25. Juli – 6. August 1972) für Sopran oder Mezzosopran und Klavier (1972)
- Babbelofoni nach Gedichten von Lennart Hellsing für Mezzosopran und Klavier (1984, rev. 1998)
- Zwei slowakische Volkslieder für Mezzosopran und Klavier (1993)

### Chor a cappella
- Piesne biele (Weiße Lieder) für Frauenchor (1964)
- Sen a ráno (Traum und Morgen). Vier gemischte Chöre auf Gedichte von Igor Gallo (1965)
- Narren i katedralen (Der Narr in der Kathedrale) nach einem Text von Essie Sahlin[7] für zwei gemischte Chöre (1972)
- Zwei slowakische Volksballaden für gemischten Chor (1993)
- Gånglåt (Wanderlied) für gemischten Chor (1998)

### Filmmusik
- Toter Winkel. TV-Film, Regie: Wolfgang Luderer (1960)
- Dobrodružstvo so spravodlivosťou (Abenteuer mit der Gerechtigkeit). TV-Film, Regie: Vladislav Pavlovič (1962)
- Das zweite Gleis. Spielfilm, Regie: Joachim Kunert (1962)
- Prípad Barnabáš Kos (Der Fall Barnabáš Kos). Spielfilm, Regie: Peter Solan (1964)[8]
- Senzi mama (deutscher Titel: So chic wie Mama). Spielfilm, Regie: Vladislav Pavlovič (1964)[9]
- Hudba na hradoch a zámkoch v 17. a 18. storočí (Musik in Burgen und Schlössern im 17. und 18. Jahrhundert). Dokumentarfilm, Regie: Vojetch Andreánsky (1966)[10]
- L’homme qui ment (Der Mann, der lügt). Spielfilm, Regie: Alain Robbe-Grillet (1968)[11]

Zudem Musik zu Dokumentar- und Trickfilmen, weitere Chorsätze, Schlager u. a.

## Diskographie (Auswahl)
- Hovorí matka – Viera Strnisková (Sprecherin), Vladislav Brunner (Flöte), Rudolf Červenka (Klarinette), Vieroslav Matušík (Fagott), Ján Mocák (Gitarre), Vladimír Bittner und Stanislav Chuchmal (Schlagzeug), Dirigent: Pavol Šimai – auf: New Slovak Compositions (Supraphon, LP 1965)
- Vittoria – Slowakische Philharmonie, Dirigent: Ľudovít Rajter – auf: Musica Nova Bohemica et Slovaca (Supraphon, LP 1966)
- Vittoria – Slowakische Philharmonie, Dirigent: Ľudovít Rajter – auf: A Memorial to the Victims of War (Everest, LP 1970)
- Tre sånger – Iwa Sörenson (Mezzosopran), Olof Nordlund (Violoncello), José Ribera (Klavier) – auf: Mässa för Måsar. Iwa Sörenson (Phono Suecia, LP 1983)
- Concertino rustico – Miloš Jurkovič (Flöte), Slowakisches Kammerorchester, Dirigent: Bohdan Warchal – auf: Musica Slovaca (Slowakischer Musikfonds, CD 1992)
- Mosty (Broar),  Scény,  Sisyfos,  Cartoons (Skice),  Clarisson,  Nordron  – Prager Bläserquintett, Daniel Wiesner (Klavier); Sören Hermansson (Horn), Kroumata Percussion Ensemble; Fredrik Ullen (Klavier); Martin Frost (Klarinette), Per Tengstand (Klavier); Gothenburg Musicians, Dirigent: B. Tommy Andersson – auf: Pavol Simai: Key (Phono Suecia, CD 2000)
- Impresie – Josef Holeček (Gitarre) – auf: Romantic Guitar Music (BIS, CD 2006)
- Concertino rustico – Göran Marcusson (Flöte), Camerata Roman – auf: The Nordic Flute (Intim Musik, CD 2007)
- Baltic Breeze – Gothenburg Symphonic Band, Dirigent: Jerker Johansson – auf: WASBE 2007 Killarney Ireland (Mark Records, CD 2007)
- Tack – Cellomania – auf: Cellomania. Slovak works for cello quartet (Pavlík Records, CD 2007)
- Pyramída – Milan Paľa (Violine) – auf: Violin Solo 4 – Milan Paľa (Pavlík Records, CD 2012)
- Tack – Czech Slovak Cello Quartet – auf: Czech Slovak Cello Quartet: Music for Cello Quartet (Real Music House, CD 2020)